# Stefano Barrera
Stefano Barrera (ur. 12 stycznia 1980 w Syrakuzach) – włoski florecista, czterokrotny medalista mistrzostw świata.
W 1996 roku zdobył srebro w indywidualnej rywalizacji kadetów na mistrzostwach świata juniorów w Tournai. Wynik ten powtórzył na rozgrywanych rok później mistrzostwach świata juniorów na Teneryfie. Ponadto zdobył brązowe medale drużynowo i indywidualnie na mistrzostwach świata juniorów w Valencii w 1998 roku.
Podczas mistrzostw świata w Turynie w 2006 roku wywalczył brązowy medal w rywalizacji indywidualnej. Wyprzedzili go jedynie Niemiec Peter Joppich i rodak - Andrea Baldini. Na rozgrywanych dwa lata później mistrzostwach świata w Pekinie Włosi w składzie: Andrea Baldini, Stefano Barrera, Andrea Cassarà i Salvatore Sanzo zdobyli drużynowo złoty medal. W tej samej konkurencji zdobył następnie złoto na mistrzostwach świata w Antalyi (2009) i srebro na mistrzostwach świata w Paryżu (2010).
Ponadto zdobył drużynowo brązowy medal na mistrzostwach Europy w Gandawie (2007) oraz złoty na mistrzostwach Europy w Płowdiwie (2009).
Nigdy nie wziął udziału w igrzyskach olimpijskich.